# Jessie Redmon Fauset
Jessie Redmon Fauset (Fredericksville, 27 de abril de 1882 — Filadélfia, 30 de abril de 1961) foi uma editora, poeta, ensaísta, romancista e educadora norte-americana. Seu trabalho literário esculpiu a literatura afro-americana da década de 1920, que tinha por objetivo retratar a verdadeira imagem da história e vida dos negros nos Estados Unidos.
Seus personagens advinham da classe trabalhadora, conceito que era inaceitável para a sociedade branca norte-americana da época. Seus enredos trabalhavam com temas como racismo, machismo, feminismo e identidade racial. De 1919 a 1926 seu cargo de editora na revista literária The Crisis, da NAACP permitiu a Jessie contribuir com o Renascimento do Harlem ao promover obras literárias relacionadas com o movimento. Suas resenhas e suas críticas encorajaram outros escritores negros a falar aberta e honestamente sobre a situação dos negros no país, querendo uma representação realista e positiva da comunidade negra na literatura que nunca antes havia sido escrita.
Antes e depois de trabalhar na revista, Jessie trabalhou por vários anos como professora de francês em escolas públicas de Washington, D.C. e na cidade de Nova Iorque. Jessie publicou quatro livros entre 1920 e 1930, trabalhando com temas relacionados à classe média negra. Foi editora e co-escritora da revista infantil The Brownies' Book. Também ficou conhecida por descobrir e apoiar vários outros escritores negros de proeminência como Langston Hughes, Jean Toomer, Countee Cullen e Claude McKay.

## Biografia
Jessie nasceu em Fredericksville, em 1882. Era a sétima filha de Redmon Fauset, um pastor da igreja metodista episcopal e Annie Seamon. Sua mãe morreu quando Jessie era muito pequena e seu pai acabou casando de novo. Ele então teve três filhos com sua segunda esposa, Bella, um a mulher branca judia convertida ao cristianismo. Bella levou para a família seus três filhos do primeiro casamento e o casal era bastante enfático com a educação de todos os filhos, inclusive as meninas.
A família era pobre e seu pai acabou morrendo pouco depois de seu segundo casamento. Jessie estudou em uma escola para garotas na Filadélfia e se formou com honras, provavelmente a primeira aluna negra da instituição a conseguir tal feito. Jessie queria se matricular no Bryn Mawr College, mas o fato de ser mulher e negra a obrigou a buscar vaga em outra universidade.
Jessie então ingressou na Universidade Cornell, em Nova York, formando-se em 1905 em línguas clássicas. Por muito tempo, considerou-se que Jessie tinha sido a primeira mulher negra a ser aceita na Sociedade Phi Beta Kappa, mas a primeira foi Mary Annette Anderson. Jessie ingressou no mestrado na Universidade da Pensilvânia, onde obteve mestrado em Francês.

## Carreira
Assim que terminou os estudos, Jessie se tornou professora na Dunbar High School, em Washington, D.C., uma escola de ensino médio para negros na capital que, na época, já adotava o sistema de escolas segregadas por cor. Jessie lecionava latim e francês e no verão viajava a Paris para estudar na Sorbonne.
Em 1919, Jessie largou a carreira docente para se tornar editora da revista The Crisis, fundada por W. E. B. Du Bois para a NAACP, cargo que ocupou até 1926. Em 1921, representou a NAACP no Congresso Panafricano. Em 1926, Jessie deixou a revista e voltou a lecionar, dessa vez na DeWitt Clinton High School, em Nova Iorque, onde foi professora do jovem James Baldwin. Jessie trabalhou em escolas de Nova Iorque até 1944
Em 1929, aos 47, Jessie se casou pela primeira vez com um corretor de seguros, Herbert Harris. Eles se mudaram de Nova Iorque para Montclair, em Nova Jérsei, onde levaram uma vida tranquila. Harris morreu em 1958 e ela então se mudou para a Filadélfia para morar com uma meio-irmã.

## Morte
Jessie morreu em 30 de abril de 1961, na Filadélfia, aos 79 anos, devido a um infarto. Ela foi sepultada no Cemitério Eden, em Collingdale.

## Publicações

### Romances
- There Is Confusion (1924)
- Plum Bun (1928) (
- The Chinaberry Tree: A Novel of American Life (1931)
- Comedy, American Style (1933)

### Poemas
- "Rondeau." The Crisis, 1912.
- "La Vie C'est La Vie." The Crisis, 1922.
- "'Courage!' He Said." The Crisis, 1929.
- "Dead Fires"

### Contos
- "Emmy." The Crisis. December 1912: 79-87; janeiro 1913: 134-142.
- "My House and a Glimpse of My Life Therein." The Crisis, julho 1914: 143-145.
- "Double Trouble." The Crisis. August 1923: 155-159; setembro 1923: 205-209.

### Ensaios
- "Impressions of the Second Pan-African Congress." The Crisis. Novembro 1921: 12-18.
- "What Europe Thought of the Pan-African Congress." The Crisis. Dezembro 1921: 60-69.
- "The Gift of Laughter." In Locke, Alaine. The New Negro: An Interpretation. New York: A. e C. Boni, 1925.
- "Dark Algiers the White." The Crisis. 1925–26 (vol. 29–30): 255–258, 16–22.